# Joglo

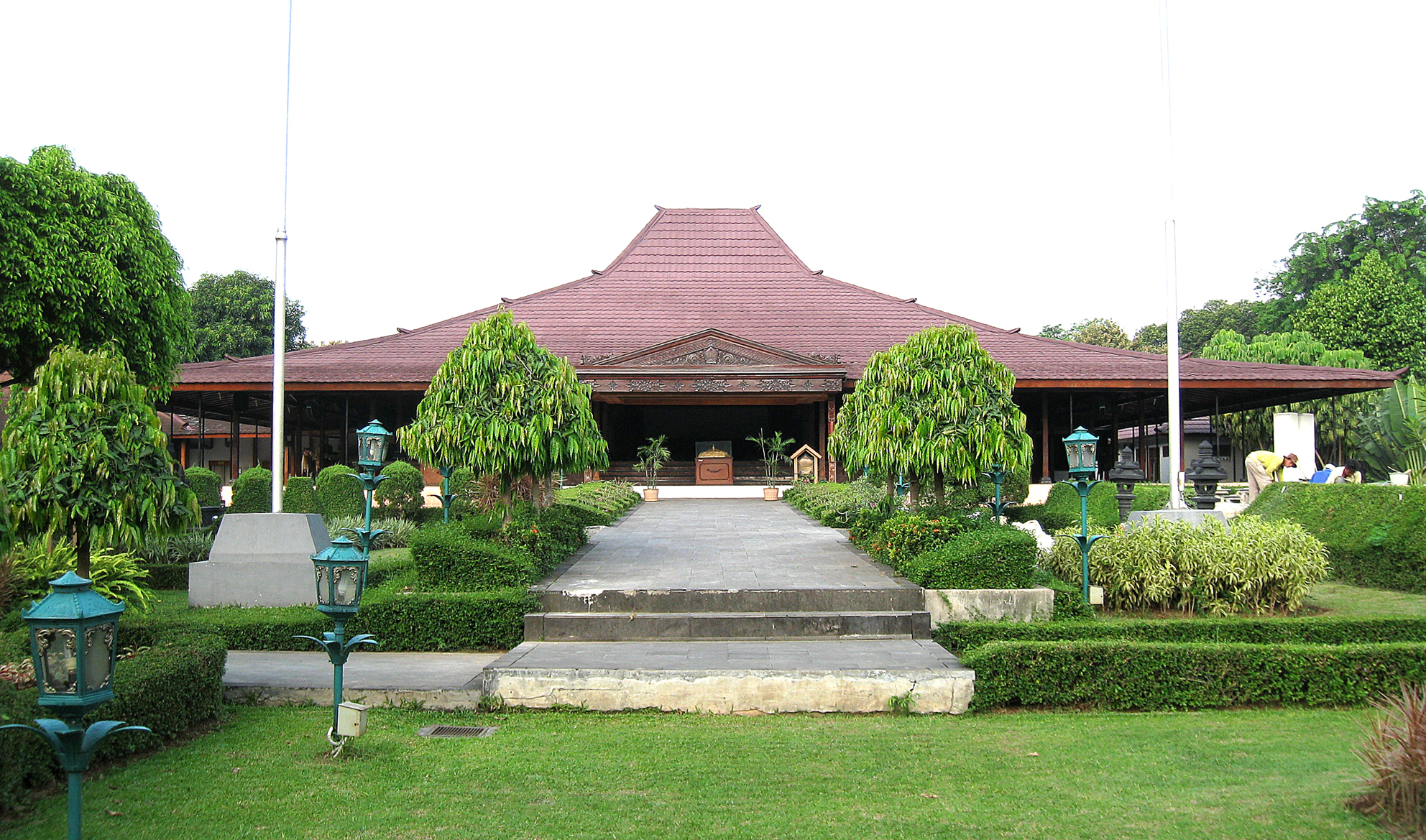
Het "Joglo Central Javanese pavilion" naar het Mangkunegaran palace.

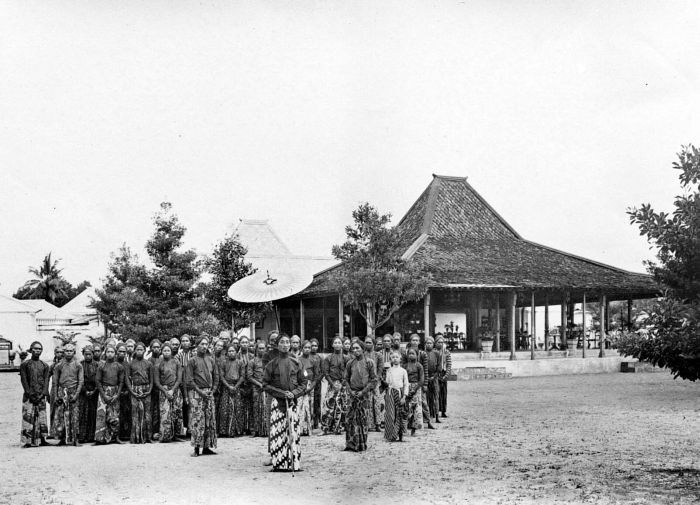
De prins van Poerbojo (de latere Sultan Hamengku Buwana VIII), met gevolg voor zijn huis in Yogyakarta, Java, Sompilan 12. De kleinzonen van de Sultan bewonen anno 2008 nog steeds het huis. Het Joglo dak is vervangen door een gewoon dak.

Joglo is de benaming voor een traditionele Javaanse bouwstijl, maar het woord wordt ook wel in engere zin gebruikt voor de dakvorm die bij die bouwstijl hoort.

## Bouwstijl
Joglo werd traditioneel voornamelijk gebruikt voor de woningen van edellieden of hen die althans vermogend genoeg waren dit soort gebouwen te bekostigen. Het grondplan voorziet in principe in één centrale ruimte, waarvoor zich nog een grote voorgalerij bevindt. De eigenlijke ruimte creëert men door palen op te richten. Daarop zijn in principe twee variaties mogelijk: 
- Tussen de palen worden geen wanden aangebracht, en dan ontstaat een open bouwtype dat pendoppo wordt genoemd. Het tropische klimaat staat wonen in zo'n open gebouw toe, mits de overhangende dakrand breed genoeg is om de slagregens van de natte moesson te weren.
- Tussen de palen kunnen ook wél wanden worden gebouwd, waardoor een grote (ontvangst)zaal ontstaat. De palen en wanden kunnen van bamboe zijn, en deze materiaalkeuze leidt tot wat als een apart subtype wordt gezien.

### Ontwikkeling
De Joglo-bouwstijl komt met name op Oost-Java voor, en is eeuwenoud; hij wordt wel gezien als een van de uitingsvormen van de Majapahit-stijl. Hij heeft zich echter verbreid over geheel Java, en ook over eilanden daarbuiten, zoals Kalimantan (het Indonesische deel van het eiland Borneo) en Sulawesi. In de koloniale tijd, met name in de twintigste eeuw, hebben Nederlandse architecten, zoals Fritz Joseph Pinedo, veel invloed gehad op het Indische bouwen, en hoewel daarbij ook inheemse elementen werden gezocht, viel er toch minder nadruk op de Joglostijl. 
Ook kort na de Tweede Wereldoorlog stond de architectuur van grotere projecten vooral in het teken van zakelijke, anonieme bouw, maar allengs werd er door inheemse architecten teruggegrepen naar meer traditionele elementen. Zo ontstond een eclectische stijl, waarin traditie en moderniteit zich verenigden: een voorbeeld is de internationale luchthaven van Jakarta (1980–1985). Daarbij werden tevens andere materialen gekozen; naast bamboe en hout werd bijvoorbeeld van beton gebruikgemaakt.
Rond het begin van de eenentwintigste eeuw ontstond er in Indonesië een sterke hernieuwde belangstelling voor de traditionele, niet-eclectische bouwstijl. Opnieuw werd er veel in Joglostijl gebouwd.
Het bouwconcept was als vanouds omgeven met lang overgeleverde gebruiken en gewoonten. Zo dienden de palen van djatihout te zijn, en soms bepaalde het aantal takken van de gebruikte boom, wélke paal in aanmerking kwam om uit die boom te worden opgetrokken. Aldus was het bouwen met een filosofie omgeven die tegelijkertijd begrenzingen oplegde: het geschikte hout is bijvoorbeeld maar in beperkte mate voorhanden. Moderne Joglohuizen worden mede daarom vaak kleiner gebouwd dan hun imposante, zeer ruime voorgangers.

## Dakvorm
De dakvorm is in principe trapeziumvormig, al kan de bovenste afplatting nog worden bekroond met een puntdak, zodanig dat een (binnenwaarts) gebroken dak ontstaat. Een van de uitgangspunten is dat de glooiing van het dak afneemt naarmate het dakdeel zich verder naar buiten toe bevindt, en zo'n gebroken dakvorm voorziet in die voorwaarde. Niettemin moet de glooiing voldoende steil blijven, wil het overvloedige regenwater kunnen worden afgevoerd. Een helling van 30° wordt als uitgangspunt genomen.
Evenals de palen van het gebouw, bestond een Joglodak oorspronkelijk uit plantaardige delen. Tegenwoordig wordt veel gebruikgemaakt van dakpannen  en van zink.
Moskeeën vertonen, met name op Oost-Java, daarbij nog variatie. Een andere dakvariant volgt daar namelijk de pagodevorm: een aantal daken is dan boven elkaar aangebracht. Beide stijlen worden wel gecombineerd, en zo kan het voorkomen dat een moskee die overigens in Joglostijl is gebouwd, een pagodedak heeft.